# Pikmeerarresten
De Pikmeerarresten zijn twee gerelateerde arresten van de Nederlandse Hoge Raad (HR 23 april 1996, NJ 1996/513 en HR 6 januari 1998, NJ 1998/367). De arresten betreffen de vraag of, en in welke gevallen, provinciale en gemeentelijke overheden en hun ambtenaren strafrechtelijk kunnen worden vervolgd.
In het eerste arrest — Pikmeer I — werd de (gedeeltelijke) strafrechtelijke immuniteit van lagere overheden uitgebreid naar functionarissen van die overheden. Die immuniteit, zowel voor de overheden zelf als voor werknemers en contractanten, gold alleen voor strafbare feiten begaan bij de uitvoering van specifieke overheidstaken, taken die bij wet aan die overheid waren opgedragen. Dit arrest werd niet positief ontvangen. Zo vreesde de Tweede Kamer dat het nu vrijwel onmogelijk zou worden lagere overheden ter verantwoording te roepen wanneer de politieke en bestuurlijke middelen daarvoor geen soelaas boden.
In het tweede arrest — Pikmeer II — werd de immuniteit van lagere overheden beperkt: deze zou voortaan alleen gelden wanneer de betreffende overheidstaak een exclusieve overheidstaak was, die niet door derde partijen op gelijke voet zou kunnen worden uitgevoerd.

## Achtergrond
Het in 1976 ingevoerde artikel 51 van het Wetboek van Strafrecht stelt dat rechtspersonen net als natuurlijke personen strafrechtelijk kunnen worden vervolgd. Bij het begaan van strafbare feiten kan niet alleen de rechtspersoon worden vervolgd, maar ook natuurlijke personen die opdrachtgever of feitelijk leidinggevende zijn wat betreft de strafbare handelingen. Artikel 51 Sr maakt daarbij geen uitzondering voor publiekrechtelijke rechtspersonen (waaronder de rijksoverheid en lagere overheden zoals provincies, waterschappen en gemeenten).
In eerdere arresten had de Hoge Raad al bepaald dat lagere overheden niet strafrechtelijk konden worden vervolgd voor strafbare feiten die waren gepleegd bij het uitoefenen van specifieke overheidstaken. Die redenering was mede gebaseerd op de memorie van toelichting bij de instelling van artikel 51 Sr. In 1987 werd dit door de Hoge Raad wel expliciet beperkt tot de openbare lichamen die genoemd worden in hoofdstuk 7 van de Grondwet. In het arrest Pikmeer I kwam de vraag aan de orde of functionarissen van een lagere overheid wel vervolgd kunnen worden voor een strafbaar feit als de overheid waarbij zij in dienst zijn niet kan worden vervolgd. In het arrest Pikmeer II werden 'preciezere' criteria gesteld voor het strafrechtelijk vervolgbaar zijn van lagere overheden (en daarmee van hun ambtenaren).

## Pikmeer I

### Arrest
In maart 1993 liet de toenmalige Friese gemeente Boornsterhem (Boarnsterhim) het Pikmeer uitbaggeren door Grontmij. Als onderdeel hiervan werd (al dan niet in opdracht van een gemeenteambtenaar) ook het kleine vaarwater de Groundaam uitgebaggerd, dat op het Pikmeer uitkomt. De verontreinigde baggerspecie die vrijkwam bij het uitbaggeren van de Groundaam werd niet gereinigd, en werd zonder vergunning elders in het Pikmeer gestort. Het op de juiste wijze laten verwerken van het met polycyclische aromatische koolwaterstoffen vervuilde slib zou de gemeente tienduizenden guldens hebben gekost.
De verantwoordelijke gemeenteambtenaar werd strafrechtelijk vervolgd en door de rechtbank veroordeeld. Ook in hoger beroep volgde veroordeling door het gerechtshof. Het gerechtshof was ervan uitgegaan dat de betreffende gemeente niet strafrechtelijk kon worden vervolgd op grond van eerdere jurisprudentie, maar stelde dat degene die feitelijk leiding gaf aan het strafbare feit niettemin vervolgd kon worden. De verdachte gemeenteambtenaar stelde hiertegen cassatie in.
De Hoge Raad oordeelde dat de gemeenteambtenaar in kwestie niet strafrechtelijk kon worden vervolgd voor een strafbaar feit, als de gemeente immuun is voor strafrechtelijke vervolging van datzelfde feit, gepleegd bij de uitvoering van een specifieke overheidstaak. De Hoge Raad vernietigde het vonnis van het hof en wees de zaak terug naar het gerechtshof, waarbij uitdrukkelijk werd gesteld dat het hof de vraag moest beantwoorden of de gemeente inderdaad immuun was voor strafrechtelijke vervolging in dit geval.

### Receptie
Het arrest werd in het algemeen niet positief ontvangen, zowel in de politiek als in juridische kringen. De Tweede Kamer vond het Pikmeerarrest niet acceptabel en wilde dat een mogelijkheid bleef bestaan om lagere overheden voor de strafrechter ter verantwoording te roepen.

## Pikmeer II

### Arrest
Na de terugverwijzing in Pikmeer I had het hof geoordeeld dat de gemeente wel degelijk strafrechtelijk vervolgd kon worden voor dit feit, zodat ook de ambtenaar vervolgd kon worden en het OM ontvankelijk was in deze vervolging. De ambtenaar werd door het hof veroordeeld tot een geldboete, en stelde opnieuw cassatie in.
De Hoge Raad moest nu wel de vraag beantwoorden of het hof terecht had geoordeeld dat de gemeente vervolgd kon worden voor het begane strafbare feit.
Mede gelet op de politieke en maatschappelijke discussie over het al dan niet kunnen vervolgen van overheden voor strafbare feiten kwam de Hoge Raad tot een "precisering" van de eerdere criteria. Hij concludeerde dat van immuniteit alleen sprake kan zijn wanneer het 'exclusief' overheidshandelen betreft, dat niet op gelijke voet door een private partij kan worden uitgevoerd. De Hoge Raad stelde ook expliciet dat strafrechtelijke vervolging van overheden niet strijdig is met het bestaan van andere (politieke en bestuurlijke) middelen om ongewenst overheidshandelen te corrigeren.
Als exclusieve overheidshandeling geldt bijvoorbeeld het verlenen van vergunningen. In deze specifieke zaak zag de Hoge Raad ook het op diepte houden van een publiek vaarwater als een exclusieve overheidstaak, en hij zag het afvoeren van de vrijgekomen baggerspecie als onlosmakelijk verbonden daarmee. Op die grond werd het Openbaar Ministerie niet-ontvankelijk verklaard in het vervolgen van de ambtenaar als degene die feitelijk leiding zou hebben gegeven aan het strafbare feit (het illegaal storten van het vervuilde slib) en de Hoge Raad deed de zaak wat dat feit betreft zelf af.
Het subsidiair ten laste gelegde, namelijk dat de ambtenaar zelf direct betrokken was bij het storten van het verontreinigde slib ('eigen daderschap') werd verwezen naar het gerechtshof Arnhem, dat de ambtenaar uiteindelijk daarvan vrijsprak.

### Receptie
Hoewel Pikmeer II beter werd ontvangen dan Pikmeer I, werd van verschillende zijden erop gewezen dat de criteria niet altijd even helder zijn. De Raad van State stelde bijvoorbeeld in 1999 dat het nauwelijks mogelijk is om een concrete taak aan te wijzen die als exclusieve overheidstaak geldt.
Enkele maanden na Pikmeer II bevestigde de Hoge Raad, in een arrest in de zogeheten Gouden Bodem-affaire, dat voor de beantwoording van de vraag of een decentrale overheid strafrechtelijke immuniteit geniet, alleen de criteria uit Pikmeer II van belang zijn.
Het belang van het tweede Pikmeerarrest blijkt onder andere uit de nasleep van geruchtmakende zaken als de vuurwerkramp in Enschede (2000), de cafébrand in Volendam (2001) en het gifschandaal rond het schip de Probo Koala van Trafigura (2006). In de eerste twee gevallen besloot het Openbaar Ministerie niet tot vervolging van overheden over te gaan op grond van Pikmeer II: de eventuele strafbare feiten zouden zich moeten hebben voordoen bij de vergunningverlening en het toezicht daarop, en vervolging was daarom volgens het Openbaar Ministerie niet mogelijk. Wat betreft Enschede werd in een artikel 12-procedure ook door het gerechtshof besloten dat de gemeente niet hoefde te worden vervolgd. In de zaak-Probo Koala besloot het OM de gemeente Amsterdam wel te vervolgen, ondanks een beroep van de gemeente op strafrechtelijke immuniteit. De Hoge Raad oordeelde in 2013 echter dat de gemeente niet kon worden vervolgd en dat het OM niet-ontvankelijk was in haar vervolging van de gemeente, op grond van Pikmeer II en het arrest in de Gouden Bodem-affaire.